# The Machinist
The Machinist (El Maquinista) is een Spaanse (Engelstalige) psychologische thriller uit 2004, geregisseerd door Brad Anderson. De film won onder meer de prijs voor beste acteur (Christian Bale) en die voor beste cinematografie op het Filmfestival van Sitges 2004. Hoofdrolspeler Bale werd daarnaast genomineerd voor onder meer een Saturn Award en voor de publieksprijs van de European Film Awards 2005.

## Inhoud
Trevor Reznik is een machinewerker in een fabriek en lijdt aan zware slapeloosheid. Hij heeft al bijna een jaar geen oog meer dichtgedaan en is graatmager. Stevie, de prostituee die hij dagelijks bezoekt en Maria, de koffiedame in de nachtbar van het vliegveld, zijn de enige vrienden die Trevor heeft. De prostituee is inmiddels van hem gaan houden.
Op een dag ontmoet hij een nieuwe collega, Ivan. Ivan heeft een kaal hoofd, sterke lichaamsbouw en is tamelijk breed. Het tegenovergestelde van Trevor. Trevors slapeloosheid wordt de oorzaak genoemd wanneer Miller, een collega, zijn arm verliest bij een incident waar hij de schuldige van is.
Wanneer Trevor steeds gele memobriefjes op zijn koelkast ziet hangen, waarop hij door het spel galgje een naam of een woord moet invullen, en wanneer hij ontdekt dat zijn nieuwe collega Ivan helemaal niet bestaat, komt hij te weten dat er iets vreselijks gaat gebeuren. Maar zijn vrees wordt erger. Het lijkt erop dat hij ook de contacten met de prostituee en de koffiedame gaat verliezen en dat iedereen zich tegen hem keert. Trevor begint aan zijn eigen verstand te twijfelen en gaat op zoek naar de realiteit. Want is zijn waarheid wel de waarheid of lijdt hij aan wanen en hallucinaties?

## Rolverdeling
| Acteur               | Personage      |
| -------------------- | -------------- |
| Christian Bale       | Trevor Reznik  |
| Jennifer Jason Leigh | Stevie         |
| John Sharian         | Ivan           |
| Aitana Sánchez-Gijón | Maria          |
| Michael Ironside     | Miller         |
| Lawrence Gilliard    | Jackson        |
| Anna Massey          | mevrouw Shrike |

## Visuele effecten
Het verhaal speelt zich af in Los Angeles, maar de film werd opgenomen in en nabij Barcelona. De film heeft een donkere grijze-blauwe kleur en speelt zich af in een wereld waar niemand te vertrouwen is. De werkplaatsen zijn smerig, de arbeiders doen het vuile monotone machinewerk. Soms speelt de film zich af in Trevors donkere huis, verlicht door een simpel lichtje.

## Trivia
- Voor The Machinist moest hoofdrolspeler Bale 27 kilo afvallen, ongeveer een derde van zijn lichaamsgewicht.
- Het plot rond de notabriefjes vertoont overeenkomsten met de polaroidopnames in een andere psychologische thriller, getiteld Memento.